# Christian Ludwig Ernst von Stemann
Christian Ludwig Ernst Stemann, ab 1848 von Stemann, (auch Christian Ludvig Ernst Stemann; * 14. März 1802 in Husum; † 13. März 1876 in Kopenhagen) war ein deutsch-dänischer Jurist und Historiker.

## Leben
Stemann war Sohn des Justizrats und Branddirektors Christian Karl Stemann. Er besuchte die Husumer Gelehrtenschule und studierte anschließend an der Universität Kiel Rechtswissenschaft. Das Studium schloss er 1822 mit dem Amtsexamen mit Auszeichnung ab. Von 1822 bis 1823 war er Amtssekretär in Apenrade, dann von 1823 bis 1826 dort Untergerichtsadvokat, bevor er 1826 an der Kieler Universität die Dissertation Veterum dotis actionum, rei uxoriae atque exstipulatu, differentiis vorlegte, promoviert wurde und sich habilitierte. Daraufhin lehrte er als Privatdozent das Römische Recht.
Stemann kehrte 1828 als Advokat nach Husum zurück. Dort blieb er bis 1837, als er das Hardesvogtsamt der Hvidding- und Norderrangstrupharde in Hadersleben übernahm. Von 1844 bis 1848 wirkte er als Landvogt sowie als Vorsitzender des Stadt- und Landgerichts auf Ærø. Am 22. Februar 1848 wurde er von König Friedrich VII. von Dänemark in den dänischen Adelstand erhoben. In diesem Jahr wurde er zum Departementschef im Ministerium für Schleswig in Kopenhagen berufen. 1852 wurde er zunächst am 6. Februar zum Direktor der Schleswigschen Oberjustizkommission und am 7. Mai zudem zum Präsidenten des Appellationsgerichtes in Flensburg ernannt. In dieser Zeit bekam er den Titel Kammerherr sowie am 29. Oktober 1854 das Großkreuz des Dannebrogordens verliehen.
Stemann wurde 1864 in den Ruhestand verabschiedet. Er ließ sich sodann in Kopenhagen nieder. Dort wurde er schließlich 1876 zum Geheimen Konferenzrat ernannt.

## Werke (Auswahl)
- Veterum dotis actionum, rei uxoriae atque exstipulatu, differentiis, Mohn, Kiel 1826
- Schleswigs Recht und Gerichtsverfassung im siebenzehnten Jahrhundert, Smissen, Schleswig 1855.
- Das Güterrecht der Ehegatten im Gebiete der Jütschen Lovs, Gyldendal, Kopenhagen 1857.
- Geschichte des öffentlichen und Privat-Rechts des Herzogthums Schleswig, 3 Bände, Gyldendal, Kopenhagen 1866–1867.
- Den danske Retshistorie indtil Christian V.'s lov, Gyldendal, Kopenhagen 1867.